# السفارة السعودية في النيجر
سفارة المملكة العربية السعودية في جمهورية النيجر، هي بعثة دبلوماسية سعودية تقع العاصمة النيجيرية نيامي ويترأس البعثة سفير خادم الحرمين الشريفين زيد بن مخلد الحربي. العنوان: حي بلاتوه- شارع الجنرال ديجول.

## وصلات خارجية
- موقع سفارة المملكة العربية السعودية السعودية في جمهورية النيجر
- وزارة الخارجية السعودية (بالعربية)
- Ministry of Foreign Affairs of Kingdom of Saudi Arabia (بالإنجليزية)